# Albrunna lund
Albrunna lund är ett naturreservat i Mörbylånga kommun i Kalmar län.
Reservatet ligger strax syd om byn Albrunna och gränsar i väster mot jordbruksmark och i öster mot Stora Alvaret. Området är idag en lund bestående av ädellövträd, men är tydligt präglat av tidigare markanvändning där bete och slåtter förekom. Detta märks exempelvis i förekomsten av äldre ek, med stora kronor, och en generellt yngre ålder hos andra lövträd som etablerats sig i senare tid när skogen tillåtits att förtätas. Idag har Albrunna lund i likhet med andra lövskogsområden på Öland drabbats av både almsjuka och askskottsjuka vilket lett till ett förändrat trädskikt och ett ökat inslag av död ved. I reservatet finns två slåtterängar som hyser den i Sverige ovanliga växten våradonis, på Öland även känd som Arontorpsros. Reservatet har också en rik vårblomning av gulsippa och vitsippa. Området är naturskyddat sedan 1996 och är 37 hektar stort.
I reservatet finns även ett antal skyddsvärn anlagda under andra världskriget.